# Larnage
Larnage település Franciaországban, Drôme megyében. Lakosainak száma 1029 fő (2022. január 1.). Larnage Chantemerle-les-Blés, Crozes-Hermitage, Érôme, Mercurol-Veaunes és Tain-l’Hermitage községekkel határos.

## Népesség
A település népességének változása:
| Lakosok száma | 526  | 631  | 663  | 965  | 1039 | 1071 | 1078 | 1057 | 1046 | 1029 |
|               | 1968 | 1982 | 1990 | 2006 | 2013 | 2015 | 2017 | 2019 | 2020 | 2022 |